# Aitzuri
La playa Aitzuri está situada entre Mendata y Toil-Putzua, en el municipio guipuzcoano de Deba, País Vasco.
La playa contiene piedras procedente de la erosión de los acantilados. 